# Hyperolius bicolor
Espèce
Statut de conservation UICN

 DD  : Données insuffisantes
Hyperolius bicolor est une espèce d'amphibiens de la famille des Hyperoliidae.

## Répartition
Cette espèce est endémique du Nord-Ouest de l'Angola. Elle n'est connue que de sa localité type, "Farenda Bango, Loanda [Luanda]",.

## Publication originale
- Ahl, 1931 : Amphibia, Anura III, Polypedatidae. Das Tierreich, vol. 55, p. 477.